# Elīna Babkina
Elīna Babkina, coniugata Dikaioulaku (Riga, 24 aprile 1989), è una cestista lettone.
Alta 173 cm, gioca come playmaker.

## Carriera
È stata selezionata dalle Los Angeles Sparks al terzo giro del Draft WNBA 2011 (29ª scelta assoluta).
Con la Lettonia ha disputato i Giochi olimpici di Pechino 2008, i Campionati mondiali del 2018 e quattro edizioni dei Campionati europei (2011, 2013, 2017, 2019).